# 藩籬 (電影)
是一部2016年美國劇情片，由丹佐·華盛頓執導和監製，奧古斯特·威爾森撰寫劇本，改編自威爾森所創作的同名舞台劇；電影由華盛頓與薇拉·戴維絲領銜主演。
正式拍攝2016年4月25日在賓夕法尼亞州的匹兹堡開始進行。該片的發行商為派拉蒙影業，2016年12月16日在美國上映。

## 劇情
1950年代，在賓夕法尼亞州的匹兹堡，前黑人聯盟球員特洛伊·麥斯森現在是一名垃圾收集員，他每天努力工作以給予摯愛的家人溫飽，妻子萝丝需要维持丈夫与两个儿子之间的紧张关系。直到有一天，丈夫将自己婚外情的秘密告诉妻子後，这个家庭也經歷到了考验。

## 演員
- 丹佐·華盛頓 飾 特洛伊·麥斯森（Troy Maxson）
- 薇拉·戴維絲 飾 蘿絲·麥斯森（Rose Maxson）
- 史蒂芬·亨德森（英语：Stephen Henderson (actor)） 飾 吉姆·波諾（Jim Bono）
- 麥凱泰·威廉遜 飾 蓋布瑞·麥斯森（Gabriel Maxson）

## 發行
電影被排於2016年12月16日在美國有限上映，12月25日始才會廣泛上映。2016年9月時，電影原本排定於2016年12月25日廣泛上映，但後來才決定先於12月16日有限上映，以競爭熱門獎季。

### 評價
爛番茄根據187條評論，新鮮度94%，平均得分7.8/10。Metacritic得分79（滿分100），好評居多。

### 票房
在美國的紐約和洛杉磯，電影估計能在首週末從限定戲院中獲得5萬至7萬5000美元的票房。上映後，電影獲得了12萬美元。在進入聖誕節的廣泛上映期間，在其前兩天能獲得1150萬美元的票房。

## 榮譽
第74屆金球獎
- 最佳戲劇類電影男主角提名：丹佐·華盛頓
- 最佳電影女配角：薇拉·戴維絲

第89届奥斯卡金像奖
- 最佳影片提名
- 最佳男主角提名：丹佐·華盛頓
- 最佳女配角：薇拉·戴維絲
- 最佳改编剧本提名：August Wilson

第70届英国电影学院奖
- 最佳女配角：薇拉·戴維絲

第21届卫星奖
- 最佳影片提名
- 最佳导演提名：丹佐·華盛頓
- 最佳男主角提名：丹佐·華盛頓
- 最佳女配角提名：薇拉·戴維絲

第23届美国演员工会奖
- 最佳男主角：丹佐·華盛頓
- 最佳女配角：薇拉·戴維絲
- 最佳整体演出提名

美国制片人工会奖
- 最佳影片提名

美国编剧工会奖
- 最佳改编剧本提名：August Wilson

## 外部連結
- 官方网站
- 互联网电影数据库（IMDb）上《藩籬》的资料（英文）